# Мілоцин (гміна Ясткув)
Мілоцин (пол. Miłocin) — село в Польщі, у гміні Ясткув Люблінського повіту Люблінського воєводства.
Населення — 283 особи (2011).
У 1975-1998 роках село належало до Люблінського воєводства.

## Демографія
Демографічна структура станом на 31 березня 2011 року:
|          | Загалом | Допрацездатний вік | Працездатний вік | Постпрацездатний вік |
| -------- | ------- | ------------------ | ---------------- | -------------------- |
| Чоловіки | 147     | 38                 | 93               | 16                   |
| Жінки    | 136     | 27                 | 79               | 30                   |
| Разом    | 283     | 65                 | 172              | 46                   |